# Étienne Gabrielopoulos
Étienne Gabrielopoulos (en grec : Στέφανος Γαβριηλόπουλος, mort vers 1332/1333) est un puissant aristocrate de Thessalie à l'époque où celle-ci est une principauté indépendante. Il fait allégeance à l'Empire byzantin et est récompensé du titre de sébastokrator.

## Biographie
Après la mort du dirigeant de la Thessalie, Jean II Doukas en 1318 sans héritier mâle, l'Empire byzantin cherche à profiter de la vacance du pouvoir dans la région. Les troupes byzantines dirigées par Jean Cantacuzène occupent le nord de la Thessalie et les Catalans du duché d'Athènes occupent la partie sud. La Thessalie centrale devient alors un champ de bataille entre les magnats locaux qui sont en concurrence entre eux et font appel aux deux États ci-dessus pour les soutenir. Gabrielopoulos fait appel aux Byzantins. Il possède alors des terres dans la Thessalie occidentale ainsi qu'au sud-ouest de la Macédoine. Ses possessions s'étendent de Trikala à Kastoria. Quelque part entre 1318 et 1325, il reconnaît la suzeraineté byzantine et obtient le titre de sébastokrator en retour. Il devient alors le gouverneur de facto de la plus grande partie de la Thessalie au nom de l'empereur byzantin mais préserve une grande partie de l'autonomie locale. Ses possessions incluent alors les villes et forteresses de Trikala, Phanarion, Kalambaka, Damasis et Elassóna,. Toutefois, après sa mort en 1332/1333, ses héritiers se disputent entre eux ce qui conduit à une invasion du territoire par le dirigeant Épirote Jean II Orsini, tandis que les Byzantins d'Andronic III Paléologue prennent le contrôle des régions septentrionales et orientales de la Thessalie. Avec la mort d'Orsini trois ans plus tard, l'ensemble de la Thessalie passe aux mais des Byzantins,.